# Río Budi
El río Budi es un curso natural de agua que nace en el extremo noroeste del lago Budi como su emisario y fluye en línea recta hacia el oeste para desembocar en el océano Pacífico alrededor de 1 kilómetro al sur del río Imperial.: 457 
(El río Budi no debe ser confundido con el estero Budi que es un afluente del lago.)

## Historia
Luis Risopatrón lo describe en su Diccionario Jeográfico de Chile de 1924:
Budi (Rio) 38° 49' 73° 20'. Es de curso pando i dé una hondura que admite navegación de lanchas medianas hasta la laguna del mismo nombre; sube por él la marea hasta ella, corre hacia el W, entre riberas feraces, que se inundan cuando el rio aplava en invierno con las lluvias. Ofrece un vado con 7 a 9 decímetros de agua cerca de su boca en el verano, la que suele cerrarse, entonces, en la bajamar i se vacia en invierno, con 50 a 60 m de ancho, a corta distancia al S de la desembocadura del rio Imperial. 3, I, p. 278 (Alcedo, 1786); 62, i, p. 86; 66, p. 266; 156; i 166; Budi o Colem en 1, VI, p. 212; i Vudi en 155, p. 890.